# Аккерман, Ронни
Ро́нни Аккерман (нем. Ronny Ackermann) (род. 16 мая 1977 года в Бад-Зальцунген, Тюрингия) — немецкий двоеборец, четырёхкратный чемпион мира, трёхкратный обладатель Кубка мира, трёхкратный вице-чемпион Олимпийских игр.

## Спортивная карьера
Наибольшего успеха Ронни Аккерман добился на чемпионатах мира выиграв 4 золотые медали в индивидуальных гонках преследования (2003, 2005, 2007) и в спринте (2005). В 2007 году он стал первым двоеборцем, которому удалось выиграть индивидуальную гонку на чемпионатах мира три раза подряд. Всего на его счету 10 медалей чемпионатов мира.
На олимпийских играх Ронни Аккерман выступал 3 раза в 1998, 2002 и 2006 годах. В Солт-Лейк-Сити 2002 он стал серебряным призёром в спринте и командном первенстве, через 4 года в Турине Ронни добавил в свой актив ещё одну серебряную медаль в командном первенстве.
Блестящих результатов добился Ронни Аккерман в Кубке мира, три раза выиграв общий зачет Кубка в сезонах 2001/02, 2002/03, 2007/08. Всего на этапах Кубка мира он одержал 28 побед в личных гонках.